# Adalbert de Brême
Pour les articles homonymes, voir Adalbert.
Adalbert de Brème, né vers 1000 et mort le 16 mars 1072 à Goslar en Saxe, est un prélat de Germanie qui devint archevêque de Brême de 1043 jusqu'à sa mort. Il exerça une grande influence sur les souverains de son temps, et fut un instant régent de l'empire pendant la minorité du roi Henri IV. Il est aussi connu comme Adalbert Ier de Saxe.

## Biographie

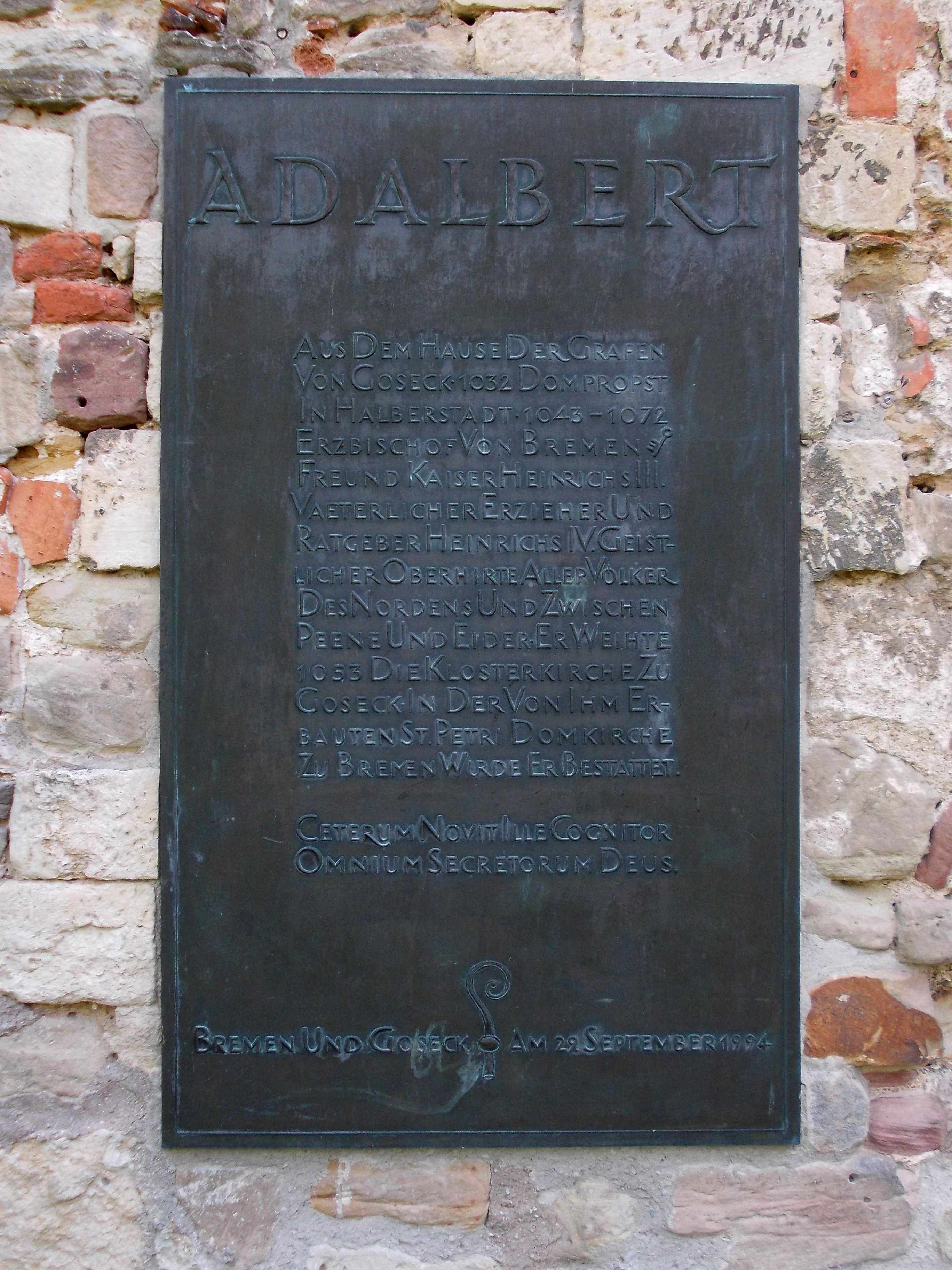
Plaque au château de Goseck.

Adalbert est le fils cadet du comte Frédéric Ier de Goseck et de son épouse Agnès de Weimar. Prêt à embrasser une carrière ecclésiastique, il a fréquenté l'école de cathédrale à Halberstadt. Ses frères Dedo et Frédéric II ont été désignés comtes palatins de Saxe. En 1043 il était déclaré pontife à Brême et a reçu le pallium par le pape Benoît IX.
Il s'est avéré qu'Adalbert était un homme politique ambitieux; il a réussi à se faire toujours plus d'ennemis dans la Saxe. Selon les chroniques contemporaines d'Adam de Brême, Adalbert était le dénommé de l'empereur à la succession du pape Grégoire VI en 1046. Ses plans de haut vol pour ce qui est de la création d'un  « patriarcat du Nord » n'ont pas abouti face à la résistance de la curie romaine. Néanmoins, il est nommé légat apostolique par le pape Léon IX en 1053, en dépit de l'opposition du roi Sven II de Danemark avec qui il entretient une correspondance diplomatique, Adalbert prêchait la foi chrétienne dans toute la Scandinavie. Olaf III de Norvège envoie quant à lui deux hommes, Tholf et Sigvard, afin qu'ils soient consacrés par l'archevêque. En 1056, il ordonna Ísleifr Gizurarson premier évêque d'Islande et de Groenland.
Dans le cadre de la politique impériale, l'archevêque devient un partisan de l'empereur Henri III contre le duc Bernard II de Saxe et il gagna une très grande influence sur son fils et successeur Henri IV. Après le décès de Henri III le 5 octobre 1056, Adalbert occupe la position d'un régent sur l'Empire, pour le compte du roi mineur et sa mère Agnès de Poitiers, et s'assurait de nombreux domaines.
Toutefois, son rival l'archevêque Annon II de Cologne s'empare du jeune roi en 1062 au palais impérial de Kaiserswerth. Le duc Ordulf de Saxe prit sa résidence à Brême en 1064 et deux ans plus tard Adalbert était temporairement expulsé de la cour royale par les princes. Il est revenu quelque temps plus tard et il reste un conseiller de Henri IV, demandant le remboursement des domaines royaux dans la région de Harz en Saxe - ce qui a provoqué la révolte des Saxons après la mort d'Adalbert.